# Senaki
Senaki est une ville de la région de Mingrélie-Haute Svanétie en Géorgie.

## Histoire
En 1872, elle est reliée au réseau ferroviaire transcaucasien (Poti-Bakou).
En 1921, elle acquiert le statut de ville.
De 1933 à 1976, la ville s’appelait Mikha-Tskhakaïa (Миха-Цхакая) en l’honneur du révolutionnaire bolchévique géorgien Mikhaïl Tskhakaïa, puis fut renommée simplement Tskhakaïa (Цхакая) jusqu'en 1989, où elle retrouve son ancien nom (petite pièce, ou chapelle).
La ville a souffert de l'intervention russe de 1993, puis de la révolte de 1998.

## Situation
La ville se situe sur une zone plane, au niveau de la mer, anciennement formée de marais. D’après le recensement de 2014, le nombre d’habitants est de 21 596.
La ville possède un aérodrome militaire.
La ville possède un théâtre d'État, de style néo-baroque, dont l'architecte fut Vakhtang Gogoladze, et dont la rénovation s'achève en 2018.

## Egrisoba
Egrisoba (ეგრისობა) est le principal festival annuel de Senaki, à la mi-automne, pour la première fois en 1989, puis à partir de 2014.

## Jumelages
| Ville | Ville        | Pays | Pays    | Période                  |
| ----- | ------------ | ---- | ------- | ------------------------ |
|       | Bila Tserkva |      | Ukraine | depuis le 2 octobre 1997 |
|       | Goudaouta    |      | Géorgie |                          |
|       | Rakvere      |      | Estonie | depuis 1976              |